# Алкошет (район)
Алкоше́т (порт. Alcochete) — район (фрегезия) в Португалии, входит в округ Сетубал. Является составной частью муниципалитета Алкошет. Находится в составе крупной городской агломерации Большой Лиссабон. По старому административному делению входил в провинцию Эштремадура. Входит в экономико-статистический субрегион Полуостров Сетубал, который входит в Лиссабонский регион. Население составляет 9094 человека на 2001 год. Занимает площадь 87,45 км².